# Ola Bini
Ola Martin Bini, ursprungligen Gustafsson, född 3 maj 1982 i Kungälvs kommun, är en svensk programutvecklare, författare och internetaktivist. Mellan 2019 och 2023 satt han häktad i Ecuador, anklagad för att tillsammans med två ryska hackare ha försökt destabilisera Ecuadors regering och otillåtet intrång i datorsystem. Den 6 april 2024 dömdes han mot sitt nekande. till ett års fängelse för försök till dataintrång
Ola Bini arbetar för Digital Autonomy Center i Ecuador med internetintegritet och -sekretess, datasäkerhet och kryptografi. Han har bott i Ecuador sedan 2013. Han har skapat två programmeringsspråk (Ioke och Seph), vidareutvecklat ett (JRuby), och tagit fram en rad öppna källkodsapplikationer.

## Biografi
Ola Bini är uppvuxen i Göteborg och har programmerat sedan nio års ålder. Han har arbetat professionellt som systemutvecklare sedan han avbröt gymnasiet i årskurs 2. Han har bloggat om systemutveckling sedan 2005, och gav år 2008 ut boken Practical JRuby on Rails web 2.0 projects. Enligt boken var han systemutvecklare och systemarkitekt vid Karolinska Institutet åren 2001 till 2007.
Ola Bini utsågs till Sveriges sjätte viktigaste systemutvecklare år 2008 av tidningen Computer Sweden. Sedan dess har Bini varit tidningens krönikör i utvecklarfrågor.
Bini arbetade med forskning och utveckling vid det USA-ledda globala företaget Thoughtworks Studios juni 2007 till 2017, och var stationerad till Storbritannien, Sverige, USA och, sedan 2013, Ecuador. Han anställdes för att vidareutveckla programspråket Jruby, och var bland annat kollega med Aaron Swartz, dock inte nära. Han konsulterades av Ecuadors regering 2013 för att ge dem råd om en ny lag som påverkar mjukvaruutveckling. Två veckor efter sin ankomst beskrev han "Ecuador som ett paradis för privatlivets helgd" i ett tal vid ett statligt universitet.
Bini har efter det arbetat som teknisk chef vid den ecuadoriansk-spanska icke vinstdrivande organisationen Center för Digital Autonomi. Organisationen utvecklar off-the-record procotol (OTRC) för krypterade snabbmeddelanden över anonymiseringsnätverket Tor.

### Gripen i Ecuador
Bini greps den 11 april 2019 av polis i Ecuador för påstådda kopplingar till Julian Assange och Wikileaks. Assange greps tidigare samma dag, några veckor efter att dåvarande president Lenín Moreno anklagats för korruption i dokument som sägs vara läckta. Bini häktades och Ecuadors inrikesminister María Paula Romo meddelade att han var anklagad för att i samarbete med två ryska hackare ha varit inblandad i ett försök att ”destabilisera Ecuadors regering”. Både Bini och Wikileaks nekade till inblandning. Gripandet väckte internationell uppmärksamhet. Bini släpptes från häktet i juni 2019, men fick istället utreseförbud. I augusti samma år ändrade åklagaren brottsrubriceringen från "attack mot datorsystems integritet" till "otillåtet intrång i datorsystem" mot det statliga telekombolaget CNT.
Rättegången mot Bini sköts upp flera gånger, den var planerad till 17 februari 2020, men ställdes in och nytt datum blev 21 oktober oktober 2021, men även då blev den inställd. Nytt datum för rättegång blev 19 januari 2022, och denna gång inleddes rättegången, men efter tre rättegångsdagar avbröts förhandlingarna och domstolen meddelade att rättegången förlängs.
Åtalet mot Ola Bini ifrågasattes av FN:s särskilda sändebud för yttrandefrihet och flera människorättsorganisationer engagerade sig i målet. Försvaret menade att åtalet var politiskt motiverat.
Den 31 januari 2023 friades Ola Bini från alla anklagelser av en enig domstol. Den 6 april 2024 rev en appellationsdomstol upp den friande domen och dömde Ola Bini till ett års fängelse för försök till dataintrång.
Ola Bini har konsekvent tillbakavisat anklagelserna.